# 1. Fußballclub Union Berlin 1998-1999
Questa voce raccoglie le informazioni riguardanti il 1. Fußballclub Union Berlin nelle competizioni ufficiali della stagione 1998-1999.

## Stagione
Nella stagione 1998-1999 l'Union Berlino, allenato da Ingolf Weniger e Fritz Fuchs, concluse il campionato di Regionalliga nordest al 6º posto.

## Rosa
| N. |                     | Ruolo | Calciatore         |
| -- | ------------------- | ----- | ------------------ |
| 2  | Germania (bandiera) | D     | Gert Müller        |
| 3  | Germania (bandiera) | D     | Ronny Nikol        |
| 4  | Germania (bandiera) | D     | Steffen Menze      |
| 5  | Germania (bandiera) | D     | Jens Härtel        |
| 13 | Germania (bandiera) | A     | Georg Froese       |
| 14 | Germania (bandiera) | D     | Lars Heller        |
| 25 | Germania (bandiera) | C     | Jörg Schwanke      |
| 33 | Germania (bandiera) | D     | Tom Persich        |
|    | Germania (bandiera) | P     | Oskar Kosche       |
|    | Germania (bandiera) | P     | Nico Thomaschewski |
|    | Germania (bandiera) | D     | David Bergner      |
|    | Germania (bandiera) | C     | Arijan Berisha     |
|    | Brasile (bandiera)  | C     | Donizeti Juarez    |

| N. |                               | Ruolo | Calciatore       |
| -- | ----------------------------- | ----- | ---------------- |
|    | Germania (bandiera)           | C     | Stephan Nevoigt  |
|    | Croazia (bandiera)            | C     | Denis Novacic    |
|    | Germania (bandiera)           | C     | Michael Oelkuch  |
|    | Germania (bandiera)           | C     | Daniel Petrowsky |
|    | Germania (bandiera)           | C     | Ingolf Schneider |
|    | Croazia (bandiera)            | C     | Ivica Simunec    |
|    | Germania (bandiera)           | C     | Jan Walle        |
|    | Germania (bandiera)           | A     | Thorsten Boer    |
|    | Germania (bandiera)           | A     | Peter Közle      |
|    | Macedonia del Nord (bandiera) | A     | Vanco Micevski   |
|    | Germania (bandiera)           | A     | Torsten Schutt   |
|    | Germania (bandiera)           | A     | Norman Struck    |
|    | Svezia (bandiera)             | A     | Andreas Swahn    |

## Organigramma societario
Area tecnica
- Allenatore: Fritz Fuchs
- Allenatore in seconda:
- Preparatore dei portieri:
- Preparatori atletici:
- Analisi video:

## Calciomercato

### Sessione estiva
| Acquisti | Acquisti       | Acquisti               | Acquisti |
| R.       | Nome           | da                     | Modalità |
| -------- | -------------- | ---------------------- | -------- |
| D        | Tom Persich    | Babelsberg             |          |
| C        | Jörg Schwanke  | Babelsberg             |          |
| D        | Jens Härtel    | Zwickau                |          |
| C        | Robert Kovačić | Babelsberg             |          |
| A        | Peter Közle    | Bochum                 |          |
| A        | Leo Marić      | Eintracht Braunschweig |          |
| D        | Steffen Menze  | Zwickau                |          |
| C        | Ivica Simunec  | Norimberga             |          |
| C        | Jan Walle      | Homburg                |          |

| Cessioni | Cessioni            | Cessioni     | Cessioni |
| R.       | Nome                | a            | Modalità |
| -------- | ------------------- | ------------ | -------- |
| C        | Roland Wendt        | Babelsberg   |          |
| A        | Marco Küntzel       | Babelsberg   |          |
| C        | Tony Dekedi-East    | Lok Stendal  |          |
| C        | Almedin Civa        | Uerdingen 05 |          |
| A        | Ronny Jank          | Zwickau      |          |
| C        | Daniel Petrowsky    | Babelsberg   |          |
| C        | Torsten Petzold     | BFC Dynamo   |          |
| A        | Matthias Zimmerling | Kärnten      |          |

### Sessione invernale
| Acquisti | Acquisti           | Acquisti        | Acquisti |
| R.       | Nome               | da              | Modalità |
| -------- | ------------------ | --------------- | -------- |
| P        | Nico Thomaschewski | Croatia Berlino |          |

| Cessioni | Cessioni       | Cessioni      | Cessioni |
| R.       | Nome           | a             | Modalità |
| -------- | -------------- | ------------- | -------- |
| C        | Robert Kovačić | Dinamo Dresda |          |
| A        | Leo Marić      | BFC Dynamo    |          |

## Risultati

### Regionalliga nordest

#### Girone di andata
| Arbitro: | Weber |

|           |           |  |
| Milde 39’ | Marcatori |  |

| Arbitro: | Sturm |

|                     |           |  |
| Härtel 4’ Menze 68’ | Marcatori |  |

| Arbitro: | Scheibel |

|  |           |                                                     |
|  | Marcatori | 23’ Közle 52’ (aut.) Kildanowicz 55’ Marić 69’ Boer |

| Arbitro: | Robel |

|  |           |                          |
|  | Marcatori | 70’ Lazic 72’ Dos Santos |

| Arbitro: | Weise |

|                   |           |             |
| Spranger 55’, 84’ | Marcatori | 32’ Küntzel |

| Arbitro: | Reimer |

|                           |           |  |
| Micevski 1’ Menze 3’, 66’ | Marcatori |  |

| Arbitro: | Seeger |

|               |           |  |
| Wiedemann 90’ | Marcatori |  |

| Arbitro: | Cyrklaff |

|                       |           |  |
| Bergner 42’ Közle 89’ | Marcatori |  |

| Arbitro: | Kruse |

|           |           |           |
| Hasse 90’ | Marcatori | 30’ Menze |

| Berlino 10 ottobre 1998, ore 14:00 CEST 10ª giornata | Union Berlino | 0 – 0 referto | Spandauer | Stadio An der Alten Försterei (1 092 spett.)\| Arbitro: \| Köpp \| |
| Arbitro:                                             | Köpp          |               |           |                                                                    |

| Arbitro: | Reck |

|  |           |                         |
|  | Marcatori | 50’ Micevski 90’ Härtel |

| Arbitro: | Dommaschk |

|                                 |           |               |
| Menze 4’, 12’ Micevski 58’, 82’ | Marcatori | 55’ Filipović |

| Arbitro: | Pleßke |

|  |           |            |
|  | Marcatori | 32’ Härtel |

| Arbitro: | Dittrich |

|  |           |             |
|  | Marcatori | 32’ Tetzner |

| Arbitro: | Kokel |

|                                          |           |          |
| Härtel 11’ Menze 31’, 45’, 63’ Közle 46’ | Marcatori | 2’ Mydlo |

| Arbitro: | Kiefer |

|  |           |                                  |
|  | Marcatori | 32’ Schwanke 48’ Menze 55’ Közle |

| Arbitro: | Sather |

|            |           |  |
| Juarez 78’ | Marcatori |  |

#### Girone di ritorno
| Arbitro: | Voigt |

|           |           |  |
| Közle 87’ | Marcatori |  |

| Arbitro: | Köpp |

|  |           |                                             |
|  | Marcatori | 2’ Schwanke 19’ Közle 30’ Oelkuch 54’ Menze |

| Arbitro: | Reck |

|                                 |           |  |
| Härtel 23’ Oelkuch 81’ Boer 86’ | Marcatori |  |

| Arbitro: | Koop |

|                    |           |  |
| Persich 24’ (aut.) | Marcatori |  |

| Arbitro: | Robel |

|  |           |               |
|  | Marcatori | 15’ Zapyshnyi |

| Arbitro: | Kruse |

|                    |           |                  |
| Gleis 60’ Ehle 90’ | Marcatori | 74’, 85’ Oelkuch |

| Arbitro: | Weise |

|                                                       |           |  |
| Müller 27’ Menze 35’ Walle 51’ Bergner 72’ Struck 84’ | Marcatori |  |

| Arbitro: | Zschoke |

|                       |           |          |
| Koslov 44’ Treitl 73’ | Marcatori | 65’ Boer |

| Arbitro: | Voigt |

|                        |           |  |
| Oelkuch 63’ Struck 77’ | Marcatori |  |

| Berlino 2 aprile 1999, ore 17:00 CEST 27ª giornata | Spandauer | 0 – 0 referto | Union Berlino | Stadion Neuendorfer Straße (1 557 spett.)\| Arbitro: \| Weinert \| |
| Arbitro:                                           | Weinert   |               |               |                                                                    |

| Arbitro: | Melms |

|                                     |           |             |
| Oelkuch 18’, 71’ Boer 20’ Menze 60’ | Marcatori | 89’ Kremser |

| Arbitro: | Scheibel |

|  |           |           |
|  | Marcatori | 64’ Közle |

| Arbitro: | Cyrklaff |

|                      |           |                       |
| Menze 32’ Struck 55’ | Marcatori | 28’ Wahl 58’ Schröter |

| Arbitro: | Koop |

|                            |           |  |
| Jendrossek 16’ Schmidt 59’ | Marcatori |  |

| Arbitro: | Bley |

|                          |           |                      |
| Mydlo 28’ Röper 51’, 63’ | Marcatori | 15’ Walle 87’ Härtel |

| Arbitro: | Zschoke |

|  |           |                |
|  | Marcatori | 6’, 34’ Salomo |

| Arbitro: | Voigt |

|           |           |               |
| Kaiser 2’ | Marcatori | 42’ Schneider |

## Statistiche

### Statistiche di squadra
| Competizione         | Punti | In casa | In casa | In casa | In casa | In casa | In casa | In trasferta | In trasferta | In trasferta | In trasferta | In trasferta | In trasferta | Totale | Totale | Totale | Totale | Totale | Totale | DR  |
| Competizione         | Punti | G       | V       | N       | P       | Gf      | Gs      | G            | V            | N            | P            | Gf           | Gs           | G      | V      | N      | P      | Gf     | Gs     | DR  |
| -------------------- | ----- | ------- | ------- | ------- | ------- | ------- | ------- | ------------ | ------------ | ------------ | ------------ | ------------ | ------------ | ------ | ------ | ------ | ------ | ------ | ------ | --- |
| Regionalliga nordest | 57    | 17      | 11      | 2       | 4       | 34      | 11      | 17           | 6            | 4            | 7            | 23           | 16           | 34     | 17     | 6      | 11     | 57     | 27     | +30 |
| Totale               | 57    | 17      | 11      | 2       | 4       | 34      | 11      | 17           | 6            | 4            | 7            | 23           | 16           | 34     | 17     | 6      | 11     | 57     | 27     | +30 |

### Andamento in campionato
| Giornata  | 1  | 2 | 3 | 4 | 5  | 6 | 7  | 8 | 9 | 10 | 11 | 12 | 13 | 14 | 15 | 16 | 17 | 18 | 19 | 20 | 21 | 22 | 23 | 24 | 25 | 26 | 27 | 28 | 29 | 30 | 31 | 32 | 33 | 34 |
| --------- | -- | - | - | - | -- | - | -- | - | - | -- | -- | -- | -- | -- | -- | -- | -- | -- | -- | -- | -- | -- | -- | -- | -- | -- | -- | -- | -- | -- | -- | -- | -- | -- |
| Luogo     | T  | C | T | C | T  | C | T  | C | T | C  | T  | C  | T  | C  | C  | T  | C  | C  | T  | C  | T  | C  | T  | C  | T  | C  | T  | C  | T  | C  | T  | T  | C  | T  |
| Risultato | P  | V | V | P | P  | V | P  | V | N | N  | V  | V  | V  | P  | V  | V  | V  | V  | V  | V  | P  | P  | N  | V  | P  | V  | N  | V  | V  | N  | P  | P  | P  | N  |
| Posizione | 14 | 9 | 5 | 9 | 11 | 7 | 11 | 8 | 8 | 8  | 8  | 5  | 5  | 6  | 5  | 3  | 2  | 2  | 2  | 1  | 2  | 6  | 5  | 4  | 6  | 4  | 5  | 5  | 4  | 4  | 5  | 5  | 6  | 6  |

Legenda:

Luogo: C = Casa; T = Trasferta. Risultato: V = Vittoria; N = Pareggio; P = Sconfitta.

### Statistiche dei giocatori
| D. Bergner       | 26 | 2  | 5  | 1 |
| A. Berisha       | 2  | 0  | 0  | 0 |
| T. Boer          | 18 | 4  | 0  | 0 |
| T. Dekedi-East   | 2  | 0  | 0  | 0 |
| G. Froese        | 7  | 0  | 1  | 0 |
| L. Heller        | 3  | 0  | 1  | 0 |
| J. Härtel        | 33 | 6  | 3  | 2 |
| D. Juarez        | 13 | 1  | 3  | 0 |
| O. Kosche        | 33 | 0  | 2  | 0 |
| R. Kovačić       | 2  | 0  | 0  | 0 |
| P. Közle         | 27 | 7  | 5  | 0 |
| M. Küntzel       | 12 | 1  | 0  | 0 |
| L. Marić         | 11 | 1  | 4  | 1 |
| S. Menze         | 31 | 14 | 7  | 0 |
| V. Micevski      | 17 | 4  | 0  | 0 |
| G. Müller        | 28 | 1  | 3  | 1 |
| S. Nevoigt       | 2  | 0  | 0  | 0 |
| R. Nikol         | 29 | 0  | 0  | 2 |
| D. Novacic       | 1  | 0  | 0  | 0 |
| M. Oelkuch       | 19 | 7  | 6  | 1 |
| T. Persich       | 24 | 0  | 5  | 0 |
| D. Petrowsky     | 22 | 0  | 4  | 0 |
| I. Schneider     | 13 | 1  | 4  | 0 |
| T. Schutt        | 1  | 0  | 0  | 0 |
| J. Schwanke      | 32 | 2  | 17 | 0 |
| I. Simunec       | 10 | 0  | 3  | 0 |
| N. Struck        | 9  | 3  | 1  | 0 |
| A. Swahn         | 10 | 0  | 1  | 0 |
| N. Thomaschewski | 1  | 0  | 0  | 0 |
| J. Walle         | 24 | 2  | 4  | 0 |
| R. Wendt         | 5  | 0  | 0  | 0 |